# 다카다마촌
다카다마촌(高擶村)은 야마가타현 히가시무라야마군에 설치되었던 촌이다.